# 海洋機構 (山達基)
海洋機構（英語：Sea Org）是一個屬於山達基教會但在法律上未注冊的宗教團體，由教會最虔诚的成員組成。它是由新興宗教山達基創始人L·羅恩·賀伯特於1967年8月12日所建立的一支采用海軍軍銜和軍服的私人海軍力量:263:124。目前山達基教會管理組織的所有高級職員和各個教會機構及附屬機構的行政主管都由海洋機構成員組成。海洋機構要求其成員保持一套嚴格的守則，如從加入之始就承諾為山達基服務十億年:125。
自2009年起，根據山達基教會的官方網站統計，該機構約有五千名成員。目前最高領導人為自稱海軍上校（Captain）的大衛·密斯凱維吉，創辦人賀伯特自稱準將（Commodore）且該軍銜永久爲其保留:139。一些前成員和學者認爲海洋機構是一個有著嚴密監視和缺乏自由等特徵的極權主義組織:125。
該機構在建立之初運營三艘船舶，分別是黛安娜號、雅典娜號、阿波羅號。在賣出所有艦船前，一度多至十艘，显示出其强大的海上传统。其中，阿波羅號曾擔任海洋機構的旗艦。自1971年開始，海洋機構承擔了山達基教會的高階宗教發展責任，特別是最高層的“聽析”及其相關的“訓練”，即運作中的希坦第八級（OT VIII）。在1975年，海洋機構賣出艦船搬到陸地上，建立的陸上基地卻保存了海軍的風俗。1985年，教會購買了郵輪自由風號，作爲全新的最高階山達基機構，該船職員全部由海洋機構成員組成。該船在加勒比海南部的無法律監管的公海游弋，並在库拉索、阿魯巴等地停靠。除了高管和有佣金的外宣職位外，大部分人員工作艱苦，薪水幾無。教會辯稱它是修道會。

## 概述
根據賀伯特的說法，在數千萬年前，銀河邦聯統治著包括地球（故事中被稱為“Teegeeack”）在內的銀河系的大部分地區。該邦聯由一位名叫“茲努”的暴君控制，但他最終被銀河邦聯內一個被稱為「忠誠軍官」（Loyal Officers）的組織推翻:124。宗教學者休‧厄本（Hugh Urban）寫道，海洋機構就是以這個“忠誠軍官”組織為藍本建立的。 厄本也描述了擁有海軍制服和軍階的海洋機構，這是賀伯特將自己在二戰海軍故事的理想化再現。他也表示，海洋機構讓人想起賀伯特的科幻小說集《Ole Doc Methuselah》中的「光之戰士」（Soldiers of Light）:124 。海洋機構對外公開的目的是「讓品格融入地球」:125。
學者史蒂芬·A·肯特（Stephen A. Kent）認為，海洋機構成立的部分原因是山達基的一些做法已經遭到了美國食品和藥物管理局、國稅局，以及英國、澳洲和羅德西亞等國政府的監視。教會在無法律監管的公海上航行則可以擺脫他們的注意。
在2000年，海洋機構的成員人數約5800名:53。大多數海洋機構成員居住在洛杉磯、克利爾沃特、哥本哈根、倫敦、聖崗和雪梨的山達基教堂建築群中，也有一些成員居住在較小的中心或被派往其他地方:53。根據2022年向澳洲慈善與非營利委員會（ACNC）提交的報告，作爲山達基教會英國分部的山達基宗教教育學院公司聲稱共有700名「志工」（包括海洋機構）在聖崗、倫敦、曼徹斯特、伯明翰和其他英國地方機構。
據學者蘇珊·雷恩 (Susan Raine) 稱，賀伯特將海洋機構創建為「一種太空海軍，將[科幻的]太空理念與地球海軍理念融為一體。」賀伯特傳記作者喬恩·阿塔克（Jon Atack）回憶起海洋機構的一份機密行政指示，該指示聲稱世界各國政府正處於崩潰的邊緣：「海洋機構將生存並收拾殘局」:21。

## 子機構
准將信使機構（Commodore's Messenger Organization，CMO）是海洋機構內的一個管理單位:301，是屬於山達基教會的一個非法人的準軍事組織。 該機構負責監督山達基教會的各個其他組織。1968 年，賀伯特任命了自己的第一任信使，當時他住在阿波羅號船上。這些信使是他的私人行政助理，完全在他的指導下工作來確保山達基管理層遵循他的政策。
學員機構（Cadet Org）是從1970年代初到2000年代初，在美國、英國和澳洲寄養海洋機構成員的子女的機構。同海洋機構一樣，孩童每天都有包括清潔乃至翻修建築等體力勞動的例行公事日程，嚴格按照準軍事化標準行動。孩子們被分成三組：兒童組（六歲及以下）、預備學院組（7-9嵗）、學員組（9-16嵗）。因資源嚴重不足，經常導致缺衣少食等情況的發生。其中一些設施容納了多達 400 名年齡在幾個月到16歲之間的兒童。

## 組織結構
爲了紀念創立日，每年的8月12日被定為海洋機構日，教會會在此日期舉行儀式以紀念海洋機構成員的成就和貢獻，並舉行授銜和晉升儀式。
《狂風》（High Winds）是海洋機構的機關雜誌，首期在1980年的海洋機構日發行。

### 十億年合約
根據創始人賀伯特的說法，海洋機構的使命是「對時間和空間的探索」:124。海洋機構成員擔任山達基教的親善大使與行政管理者；教會主要組織中的所有政策和行政職位均由海洋機構成員擔任:49。海洋機構成員居住在教會稱之為“停泊的”（berthing）公共宿舍中，每週受俸50美元作爲基本津貼。
根據山達基信仰，成員轉世重生後應重新返回海洋機構，因此海洋機構的座右銘是「Revenimus」（「我們回來了」）:175。因此，每個海洋機構會員都必須簽署一份十億的年合約，承諾來生世世獻身山達基，「讓品格融入這個星球和宇宙」:125。教會認為，該承諾不是具有法律約束力的合約，只是象徵性地表明了成員應為該組織做出的奉獻，如果他們願意，他們可以自由離開。在簽署後，新人可以向「產業項目小組」（海洋機構的新兵培訓計畫）報告。宗教學者約翰·高登·梅爾敦寫道，新人從簽署合約到完成新兵培訓可能需要幾年的時間。一旦訓練完成，就可以做出最終的加入決定:54。
然而，成員倘若離開海洋機構則會收到一份“吃白食者的賬單”（freeloader's bill），教會向離職員工催收他們“欠繳”的所有聽析或培訓的費用，追溯至最初加入時間起。儘管該賬單在法律上不具有強制執行力，但這些山達基人實際上無法在任何山達基機構獲得服務，直至付清賬單並執行一個賠償計劃爲止。因此實際上脫離機構是很困難的。大多數海洋機構人員住在美國佛羅里達州清水灣、加州洛杉磯、澳洲雪梨等大基地內的宿舍，守衛森嚴。教會因合約不輕易批准任何人離開。

### 新兵訓練計畫
新招募的機構成員都必須完成培訓計畫和一系列步驟，然後才能被視為正式的海洋機構成員。新人須遵守一套嚴格的規定，例如：向所有正式成員必須稱“長官”，不許走路前進只許跑步，已婚人士必須分開而且不能有親密接觸等等。
山達基教會視爲新兵訓練計畫的「產業項目小組」（Estates Project Force，簡稱EPF）有著嚴格的日程表，包括五小時的學習和教導，和八小時的體力勞動。其中五小時的學習和教導稱爲“零號產品”（Product Zero），專門用於研究海洋機構的歷史、宗旨、職責和法規，不提供任何“聽析”宗教服務。八小時體力勞動的目的則是要讓新人適應未來更爲艱苦的工作。“零號產品”的課程大綱包括：
- 《基本學習手冊》（Basic Study Manual），山達基學習技術的入門，是「學生帽」（ Student Hat ）課程的簡化版。
- 《山達基品格入門》（Introduction to Scientology Ethics），山達基品格的入門課程，
- 《基礎海洋機構帽》（Basic Sea Org Member Hat），一個介紹海洋機構和成員要求的課程，
- 《歡迎來到海洋機構》（Welcome to the Sea Org），賀伯特先生在1969年10月對新人的演講錄影帶，
- 《個人儀容》（Personal Grooming Course），個人衛生和儀容的課程和要求。

EPF培訓計劃沒有終止期限，可能長達數年。在完成計劃之後，還需要通過“7A安全檢查”和健康委員會（Fitness Board）的審核才可以加入海洋機構。新人最終需要口頭向“十八點守則”（18-point code）宣誓，隨後正式成爲成員。在每年的海洋機構日，所有成員都需要重溫該誓詞，進行再宣誓:54–56。

### 婚姻與家庭觀念
從1970年代初到21世紀初，海洋機構成員的孩子經常被安置在學員機構（Cadet Org）中。海洋機構成員可以互相結婚，但不允許與組織外的人結婚；婚外性行為也被禁止。有孩子的夫婦必須離開海洋機構，去擔任教會內的其他職員職位，直到孩子長大到六歲。在此之後，孩子們會被教會集體撫養，並被允許每天有約一個小時的時間，或在周末，去海洋機構探望父母。成員的子女在成年後也會加入海洋機構:57。幾位前成員表示，她們在懷孕時被建議和被強迫墮胎以免被送往下級組織。然而，山達基教反對墮胎，並在其出版物中積極公開反對墮胎。

## 受害者的指控

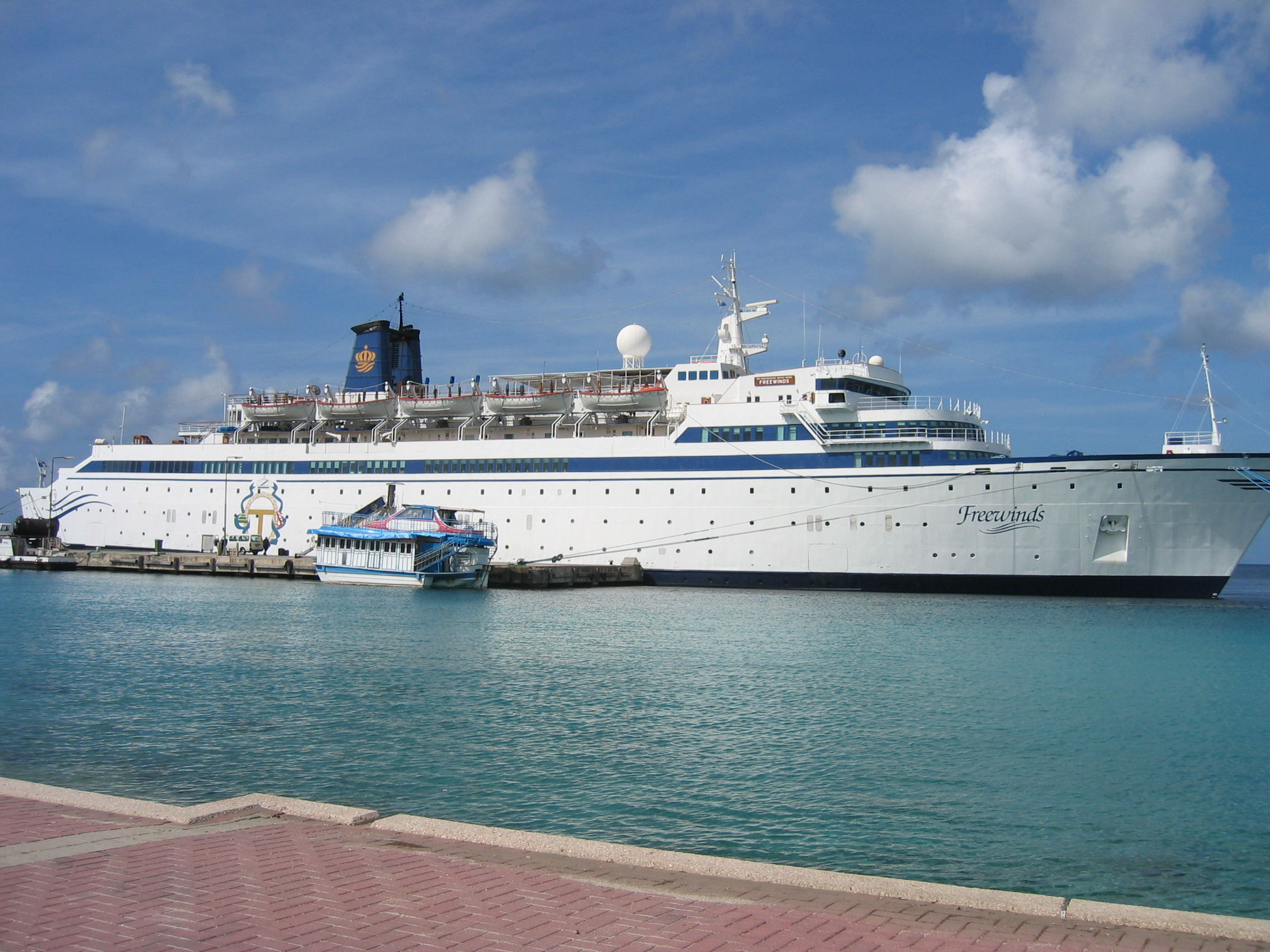
60年代曾擁有幾艘二手小型郵輪，並在海上達成隔離與傳教，是海洋機構名稱的由來

前山海洋機構人員勞拉（Laura DeCrescenzo） ，控告教會：
- 用非法和欺詐手段
- 拖欠工資
- 違反勞工法
- 歧視和侵犯隱私權
- 非法使用測謊器
- 販賣人口
- 造成精神痛苦
- 妨礙司法公正

勞拉十歲成爲山達基人員，十二歲離家出走入了海洋機構，十七歲被脅迫墮胎，原因是嬰兒干擾工作，在教會是不道德的。 她嚥下漂白劑，說服她的海洋機構同輩她是有自殺傾向的，因此得以逃脫 。

### 苦役童工
教會主席大衛·密斯凱維吉侄女珍妮（Jenna Miscavige Hill）是第三代山達基人，在海洋機構長大的，在新書 Beyond Belief 寫道：「我6歲入苦工監，7歲簽署了10億年的合同， 13歲時我被審問性生活， 17歲的時候，我試圖跳下屋頂。」她要離開海洋機構時，教會威脅拿走她的一切——男友和家人。她站在屋頂邊要跳，海洋機構因爲怕負面新聞而放過了她和男友。巡迴推動新書到澳洲電視臺受訪問時說：「苦役童工、強制墮胎......山達基是反人道的罪行，是反生命本身的罪行。」

### 勞改營
康復計畫部隊（Rehabilitation Project Force，簡稱RPF）成立於1974年1月，是海洋機構設立的勞改營系統，旨在隔離和使那些沒有達到教會期望、未通過安全檢查或違反某些規定的成員“康復”。 復健計畫部隊小組位於海洋機構世界各地的設施內，門上沒有鎖。
在1960年代由山達基教創始人L·羅恩·賀伯特創立的“泥箱旅”（Mud Box Brigade）是部隊的前身，主要任務為清理船舶吸水管口阻礙污物的泥箱、燃油管線、水管、艙底等:125:341。賀伯特定義這個角色本質為對不滿意的員工的一種懲罰職責：「每當我發現一個在崗位上偷懶、隨波逐流的人時，就會定期、及時地任命更多的候選人」。1969年起，“泥箱旅”更名為“康復小組”（Rehabilitation Unit），稱有一套「具體建議，如果遵循這些建議，將使該個人恢復為高效且有價值的海洋機構成員」。
1974年1月，康復小組被康復計畫部隊所取代。根據賀伯特的說法，“RPF是由準將[賀伯特的自稱]創建的，以便能夠進行救贖。這基本上是其唯一的目的。”他確定了需要被分配到RPF的四個類別：
1. 透過心靈電儀表檢查出的所謂具有隱藏邪惡意圖的人（英文稱rockslammers）；
2. 生產力低且在牛津能力分析測驗中得分低的人；
3. “屢次破壞統計者”（repeated stat crashers），那些對山達基機構生產曲綫下降負有責任的人；
4. 以及“公然的產品製造者”（overt product makers），即生產出低品質產品的人。

許多前海洋機構成員都報告曾遭受嚴酷對待。在RPF中，每個人從事八小時諸如油漆、管道疏通和場地維護等體力工作，每週工作六天。這項工作可能涉及教導成員一項技能，例如木工。成員也每天需要花五個小時與聽分合作夥伴一起學習，以加深對山達基的了解:65。前山達基人喬恩·阿塔克（Jon Atack）在他的書中提出，此待遇「仔細模仿軍方長期使用的技術，以獲得毫無疑問的順從和對命令的立即服從，或者更簡單地說，是為了摧毀人們的精神...」:206。
約翰·杜伊格南（John Duignan）描述在康復計畫部隊時，居住在老鼠出沒的地下室中，從事了多年有辱人格的工作，且配偶或子女被拒絕探訪。2012年，前旗艦艦長黛比·庫克（Debbie Cook) 在2012年法院作證，她被帶到加州黃金基地內部一個叫「洞穴」的地方，一次站在一個大垃圾桶裏面十二個小時，脖子上掛著「同志」標記，上百人苛刻尖叫要她招認她的同性戀傾向，一面在她的頭上潑冷水，受掌摑折磨。

### 販運人口
2009年，海德利夫婦控告山達基教會販運人口。教會承認，海洋機構的規則，包括禁止生兒育女，監控電話，審查郵件，上網需要批准，以體力勞動作爲紀律處罰。法庭注意到 Marc Headley 被命令在沒有防護裝備之下，徒手在曝氣池中清潔人糞，Claire Headley被教會威迫墮胎兩次。
可是法官判斷教會受自由信仰保護 ，怎樣對待成員有「神職人員」豁免權，販運人口罪名不成立，但提議襲擊、毆打等指控更適合證據。2011年，聯邦調查局也停止對教會販運人口的調查。
臺灣女大學生愛麗絲，接觸山達基不久，於2011年加入海洋機構，办停學到澳洲，教會對她說是進修，實際上無山達基經驗的全是做打掃、跑腿等工作。她簽了十億年的合約，雖然厭倦了那裏的生涯，但根據教會是不能違約的。2012年3月，她精神崩潰，被教會軟禁在隔離房，有教會臺灣前總裁李美足電話錄音做證。根 據羅恩·賀伯特政策，精神崩潰的人要接受因爲麗莎·麥克弗森而出名的「反思程式」。愛麗絲試圖逃走時以拳頭打破窗口，受傷入院，診斷出有精神病，已再不能照顧自己的日常生活，教會拒絕賠償。教會通過律師發言，否認關愛麗絲在隔離房，並指羅恩·賀伯特的「隔離」是貶損之詞。澳洲廣播公司電視臺播出這段新聞前，兩名山達基教會人員，沒有通知病人的家人、監護人，在未得同意下，把愛麗絲帶到臺中民間公證人陳毓倫辦事處，簽署了一份多頁的聲明，否認厭倦海洋機構想離開，否認被軟禁、被虐待、試圖逃跑時受傷。澳洲廣播公司的常務董事還接到愛麗絲的電郵附着聲明，裏面這樣說:「我不授權澳洲廣播公司、你們的記者或任何其他媒體公開此事，或利用我的不幸情況而得到優勢，或醜化一個我欣然支持的組織。」澳洲離教者多，根據人口調查只有二千多教徒，一半以上員工是臺灣來的，教會基地裏面的一切工作，包括清潔打掃全是海洋機構員工負責的。

## 軍銜
| 級別     | 將軍       | 將軍       | 將軍       | 將軍       | 將軍       | 將軍       | 高階軍官   | 高階軍官   | 高階軍官   | 高階軍官   | 高階軍官 | 高階軍官 | 高階軍官 | 高階軍官 | 高階軍官 | 高階軍官 | 低階軍官 | 低階軍官 | 低階軍官 | 低階軍官 | 低階軍官 | 低階軍官 | 準尉 | 準尉 | 準尉   | 準尉   | 準尉 | 準尉 |
| 海洋機構 | 無對等級別 | 無對等級別 | 無對等級別 | 無對等級別 | 無對等級別 | 無對等級別 | 無對等級別 | 無對等級別 | 無對等級別 | 無對等級別 |          |          |          |          |          |          |          |          |          |          |          |          |      |      |        |        |      |      |
| 海洋機構 | 無對等級別 | 無對等級別 | 無對等級別 | 無對等級別 | 無對等級別 | 無對等級別 | 無對等級別 | 無對等級別 | 無對等級別 | 無對等級別 | 上校     | 上校     | 中校     | 中校     | 少校     | 少校     | 上尉     | 上尉     | 中尉     | 中尉     | 少尉     | 少尉     | 準尉 | 準尉 | 軍校生 | 軍校生 |      |      |

| 級別     | 高階士官   | 高階士官   | 高階士官 | 高階士官 | 高階士官 | 高階士官 | 低階士官 | 低階士官 | 低階士官             | 低階士官             | 低階士官           | 低階士官           | 新兵               | 新兵               | 新兵               | 新兵               | 新兵 | 新兵 |
| 海洋機構 |            |            |          |          |          |          |          |          | 無徽章               | 無徽章               | 無徽章             | 無徽章             | 無徽章             | 無徽章             | 無徽章             | 無徽章             |      |      |
| 海洋機構 | 三等士官長 | 三等士官長 | 上士     | 上士     | 中士     | 中士     | 下士     | 下士     | 能工作 （Able rate） | 能工作 （Able rate） | 清潔工 （Swamper） | 清潔工 （Swamper） | 清潔工 （Swamper） | 清潔工 （Swamper） | 清潔工 （Swamper） | 清潔工 （Swamper） |      |      |

## 艦船
海洋機構在1967年創立伊始購入三艘船，分別為埃文河號（Avon River）、魔法師號（Enchanter）和陛下之舰皇家蘇格蘭人（HMS Royal Scotsman），分別改名為黛安娜號（MV Diana）、雅典娜號（MV Athena）、阿波羅號（MV Apollo）。1971年4月，教會從國家金屬鋼鐵拆船廠（National Metal and Steel）購入船隻“格林內爾號”（Grinnel），之後更名為“玻利瓦爾號”（Bolivar）。在1971年6月，教會為海洋機構從拆船廠購入一艘報廢船隻“美國船艦雷克斯堡號”（USS Rexburg）並改名為“亞洲號”（Asia），在1977年再次改名為“石中劍號”（T.S.M.Y Excalibur）。玻利瓦爾號和石中劍號之後停靠在聖佩德羅的洛杉磯港口，作爲海洋機構新員工的訓練場所。海洋機構在頂峰時期共擁有十艘艦船。海洋機構在1970年代末將艦船賣出，將海洋機構遷至陸地上。

### 過去于歐洲和非洲
1. 阿波羅號[46]
2. 雅典娜號（Athena）[46]
3. 準將之后號（Commodore Queen）[43]
4. 黛安娜號（Diana）[46]
5. 卡斯特霍爾姆號（Kastelholm）[43]
6. 恩康比號（Nkambi）[43]

### 過去于美國西海岸
1. 白羊座號（Aries，曾用名“藍鰭”Bluefin）[47])[43]
2. 玻利瓦爾號（Bolivar）[43]
3. 石中劍號（Excalibur）[43]
4. 海王星號（Neptune）[43]

### 目前
1. 自由風號（Freewinds）